# Боцвана на Светском првенству у атлетици на отвореном 2022.
Боцвана је на 18. Светском првенству у атлетици на отвореном 2022. одржаном у Јуџину  од 15. до 25. јула учествовала осамнаести пут, односно учествовала је на свим првенствима до данас. Репрезентацију Боцване представљало је 7 атлетичара који су се такмичили у 3 дисциплине.,
На овом првенству такмичари Боцване нису освојили ниједну медаљу.
У табели успешности према броју и пласману такмичара који су учествовали у финалним такмичењима (првих 8 такмичара) Боцвана је са 2 учесника у финалу делила 51. место са 6 бодова.
| Плас. | Земља   | 1. место | 2. место | 3. место | 4. место | 5. место | 6. место | 7. место | 8. место | Бр. финал. | Бод. |
| ----- | ------- | -------- | -------- | -------- | -------- | -------- | -------- | -------- | -------- | ---------- | ---- |
| =51.  | Боцвана | 0        | 0        | 0        | 0        | 0        | 2        | 0        | 0        | 2          | 6    |

## Учесници
Мушкарци:
- Летсиле Тебого — 100 м
- Бајапо Ндори — 400 м, 4 х 400 м
- Исак Маквала — 400 м, 4 х 400 м
- Ентони Песела — 400 м
- Зибане Нгози — 4 х 400 м
- Leungo Scotch — 4 х 400 м
- Keitumetse Maitseo — 4 х 400 м

## Резултати

### Мушкарци
| Атлетичар                                                               | Дисциплина | Лични рекорд | Квалификације        | Квалификације | Полуфинале           | Полуфинале           | Финале               | Финале       | Детаљи |
| Атлетичар                                                               | Дисциплина | Лични рекорд | Резултат             | Место         | Резултат             | Место                | Резултат             | Место        | Детаљи |
| ----------------------------------------------------------------------- | ---------- | ------------ | -------------------- | ------------- | -------------------- | -------------------- | -------------------- | ------------ | ------ |
| Летсиле Тебого                                                          | 100 м      | 9,96 НР      | 9,94 КВ, СРј, НР, ЛР | 1. у гр. 5    | 10,17                | 7. у гр. 3           | Није се квалификовао | 16 / 67 (71) |        |
| Бајапо Ндори                                                            | 400 м      | 44,88        | 44,87 КВ, ЛР         | 1. у гр. 3    | 44,94                | 2. у гр. 2           | 45,29                | 6 / 41       |        |
| Исак Маквала                                                            | 400 м      | 43,72 НР     | 45,93 КВ             | 3. у гр. 4    | 46,04                | 8. у гр. 3           | Није се квалификовао | 21 / 41      |        |
| Ентони Песела                                                           | 400 м      | 44,58        | 47,36                | 6. у гр. 3    | Није се квалификовао | Није се квалификовао | Није се квалификовао | 37 / 41      |        |
| Зибане Нгози Leungo Scotch Исак Маквала Бајапо Ндори Keitumetse Maitseo | 4 х 400 м  | 2:57,27 НР   | 3:07,32 кв, СО       | 7. у гр. 2    |                      |                      | 3:00,14              | 6 / 13 (15)  |        |